# Absalon

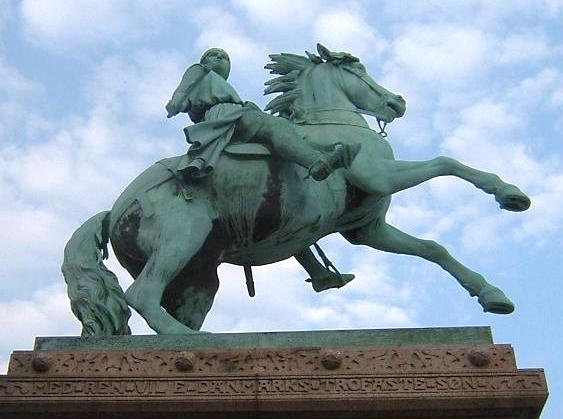
Statuia lui Absalon în Copenhaga

Absalon (n. cca. 1128 - d. 21 martie 1201) a fost un om de stat, arhiepiscop și lider militar danez, Episcop de la Roskilde din 1158, Arhiepiscop de Lund (șef al Bisericii daneze) din 1177. Consilier al regilor danezi, Knut al V-lea și  Valdemar I.  

## Tinerețe
Fiul lui Asser Rig, în a cărui castel, el și fratele său Esbjörn au fost educați împreună cu viitorul rege Valdemar.
A crescut într-o familie religioasă și educată, care a fondat mănăstirea de la Sorø, care a devenit un centru cultural local. După ce a primit cunoaștințele de bază, Absalon a fost trimis să studieze la Paris, unde a studiat teologia și dreptul canonic.
Absalon a luat parte la celebrarea reconcilierii dintre cei trei frați-regi, Sven al III-lea, Knut al V-lea și Valdemar I de la Roskilde din 1157. Acolo el și Valdemar au scăpat ca prin minune de ucigașii trimiși de Sven, fugind împreună în Iutlanda. Sven i-a urmat, însă a fost ucis.

## Carieră militară

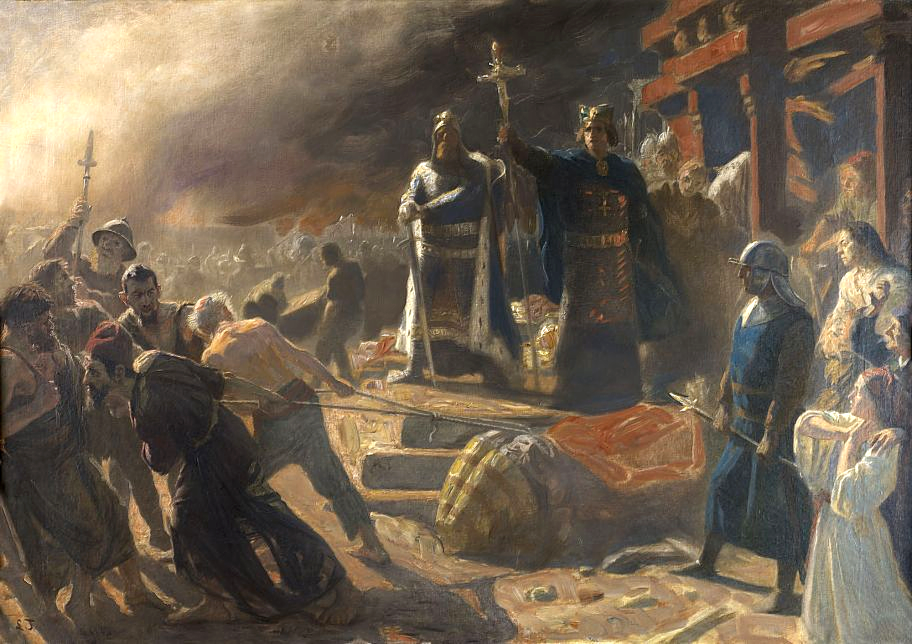
Absalon răstoarnă idolul slav Svantevit la Arkona

În 1158 Absalon a fost ales episcop de Roskilde. De atunci, el a devenit principalul consilier al lui Valdemar, a facilitat politica regală, care a dat supremație Danemarcei peste regiunea baltică. Absalon a încercat să curețe țărmurie Mării Nordului de triburile venzilor păgâni care locuiau aici (Pomerania de astăzi). Raidurile acestora pe coasta Daneză au dus la faptul că, la momentul coronării lui Valdemar o treime din regat era devastat și aproape depopulat. Existența însăși a Regatului Danemarcei necesita suprimarea acestor triburi. Acestei sarcini Absalon ea dedicat o mare parte din viața sa.
Prima expediție împotriva venzilor, condusă personal de Absalon a avut loc în 1160. Valdemar lupta contra ranilor la moment și în 1168, când orașul lor principal Arkona de pe insula Rügen a capitulat, aceștia au acceptat suzeranitatea daneză, și s-au convertit la Creștinism. Arkona a fost distrusă, iar idolul slavilor, Svantevit a fost ars. Absalon a fondat pe insula Rügen 12 biserici alăturate Episcopatului de Roskilde.
Distrugerea bastionului slavilor a permis danezilor să-și reducă flota. Însă Absalon a continuat să monitorizeze îndeaproape situația din Marea Baltică și în 1170 a distrus o altă cetate pe insula Wolin.
Ultima campanie militară a lui Absalon a avut loc în 1184 când a distrus flota pomeranilor care au atacat un vasal danez pe insula Rügen. Ca urmare a acestei campanii au fost cucerite teritoriile Pomerania și Mecklenburg. Ulterior, a fost de acord să transfere conducerea armatei și flotei ducelui Valdemar (ulterior regele Danemarcei, Valdemar al II-lea) și și-a decât viața „imperiului” pe care l-a a creat.

## Activități bisericești și statale
Absalon a susținut construirea de noi biserici și mănăstiri în Danemarca, a sprijinit activitățile ordinelor religioase, cum ar fi Ordinul cistercian și Ordinul augustinian, a fondat școli și făcut foarte mult pentru promovarea culturii. În 1167  a condus primul Sinod danez la Lund. A sprijinit promovarea unei politici independente față de Sfântul Imperiu Roman. A fost un susținător al canonizării tatălui lui Valdemar, Knut Lavard.
În 1167 în apropierea satului Havn a construit un castel și l-a înconjurat cu fortificații. Castelul s-a dezvoltat și mai târziu a devenit capitala Danemarcei, Copenhaga.
Absalon a murit în 1201 într-o mănăstire de familie în orașul Sorø.